# Semana Santa en Lugo
La Semana Santa en Lugo es una celebración católica que tiene lugar en la ciudad española de Lugo (provincia de Lugo). Es una de las celebraciones religiosas más antiguas de Galicia, que se realiza anualmente y de modo casi ininterrumpido desde la Edad Media. En esta se conmemora la pasión, muerte y resurrección de Jesús de Nazaret a través de los diferentes actos, celebraciones y procesiones que realizan las cofradías. Además de su carácter religioso, la Semana Santa lucense es también considerada como un acontecimiento cultural, popular y de atracción turística.
Fue declarada en 2018 Fiesta de Interés Turístico Autonómico por la Junta de Galicia.
La Semana Santa de Lugo es uno de los reclamos turísticos de la localidad consiguiendo año a año atraer a miles de visitantes que llegan llamados por el carácter único de estas celebraciones. Esta Semana Santa destaca por el gran valor artístico de la imaginería y orfebrería, además de tener un carácter generalmente sobrio y austero, que hace que se asemeje más a la Semana Santa castellana, en comparación con ejemplos quizá más famosos, como la Semana Santa andaluza.
Los actos centrales de la Semana Santa lucense dan comienzo el Viernes de Dolores y su celebración se prolonga durante más de una semana, finalizando el Domingo de Resurrección. En ella participan un total de siete Cofradías que componen la Junta de Cofradías, encargada de coordinar los diferentes actos y desfiles procesionales que representan la Pasión de Cristo.

## Procesiones y otros actos

### Pregón de la Semana Santa Lucense
El Pregón de la Semana Santa Lucense, organizado por la Junta de Cofradías, es el acto que da inicio a todas las celebraciones de Semana Santa. Han sido pregoneros de la Semana Santa Lucense figuras tan relevantes como Marta Rivera, Monseñor Alfonso Carrasco Rouco, Manuel Sureda González, el Almirante Santiago Bolívar Piñeiro o Pilar Falcón Osorio. 

### Cuaresma
Durante las semanas de la Cuaresma, la Junta de Cofradías de la Semana Santa de Lugo se encarga de organizar una serie de conciertos, charlas, y presentaciones, para promocionar mediante actividades paralelas, la celebración de la Semana Santa en la ciudad de Lugo.

### Viernes de Dolores
Viacrucis
Tiene lugar en el denominado Viernes de Dolores. Está organizado por la Junta de Cofradías de la Semana Santa de Lugo inaugurando de este modo los actos procesionales de la Semana Santa de Lugo.

### Domingo de Ramos
Procesión de la Entrada triunfal de Jesús en Jerusalén
Bendición de Ramos y Procesión de la Entrada Triunfal de Jesús en Jerusalén, organiza la Cofradía Infantil de la Entrada Triunfal de Jesús en Jerusalén,"la Borriquita" de la parroquia de La Milagrosa. A partir de las 11:30 horas, en la Praza de Santa María. El paso es acompañado por una multitud de gente portando palmas y ramos para su bendición.

Procesión de la Virgen de los Dolores
La procesión de la Virgen de los Dolores, tiene lugar el Domingo de Ramos por la tarde. La Cofradía del Desenclavo del Señor y de los Mayores Dolores de María Santísima se encarga de organizar esta procesión. Procesionan dos imágenes, la «Vera Cruz» y «La Virgen de los Dolores».

### Lunes Santo
Procesión de la Virgen de la Esperanza
Organizada por la Insigne Cofradía de la Santísima Virgen de la Esperanza. Salida a las 20,30 horas desde la iglesia de Santiago "A Nova", puerta de la plaza Ángel Fernández Gómez, escoltada por una fuerza de honores de la Armada compuesta por una escuadra de gastadores, Unidad de Música del Tercio del Norte de Infantería de Marina y una compañía formada por alumnos de la Escuela de Especialidades de la Armada, infantes de Marina del Tercio del Norte y marineros del Arsenal Militar de Ferrol. Al finalizar la procesión, la fuerza de honores interpreta la tradicional "Salve Marinera".

### Martes Santo
Procesión del Buen Jesús y el Nazareno
Organizada por la Episcopal y Catedralicia Cofradía del Buen Jesús y del Nazareno. Salida 20:30 horas desde la Santa Iglesia Catedral Basílica, Praza Pío XII y escoltada por la BRILAT "Galicia" VII.

### Miércoles Santo
Procesión del Santo Cristo del Perdón y Nuestra Señora de la Piedad y Viacrucis Penitencial
Organizada por la Cofradía del Santo Cristo del Perdón y Nuestra Señora de la Piedad. Salida 20,30 horas desde la Santa Iglesia Catedral Basílica, Praza Pío XII. Vía Crucis a su paso por Rúa da Raiña y escoltada por la Guardia Civil.

### Jueves Santo
Procesión de la Última Cena
Organizada por la Cofradía Sacramental de la Santa Cena.

### Viernes Santo
En la tarde del Viernes Santo, tiene lugar la Procesión del Santo Entierro. La organiza la Orden Franciscana Seglar y la Cofradía del Desenclavo y Mayores Dolores de María Santísima.
Es la procesión más antigua de Lugo.

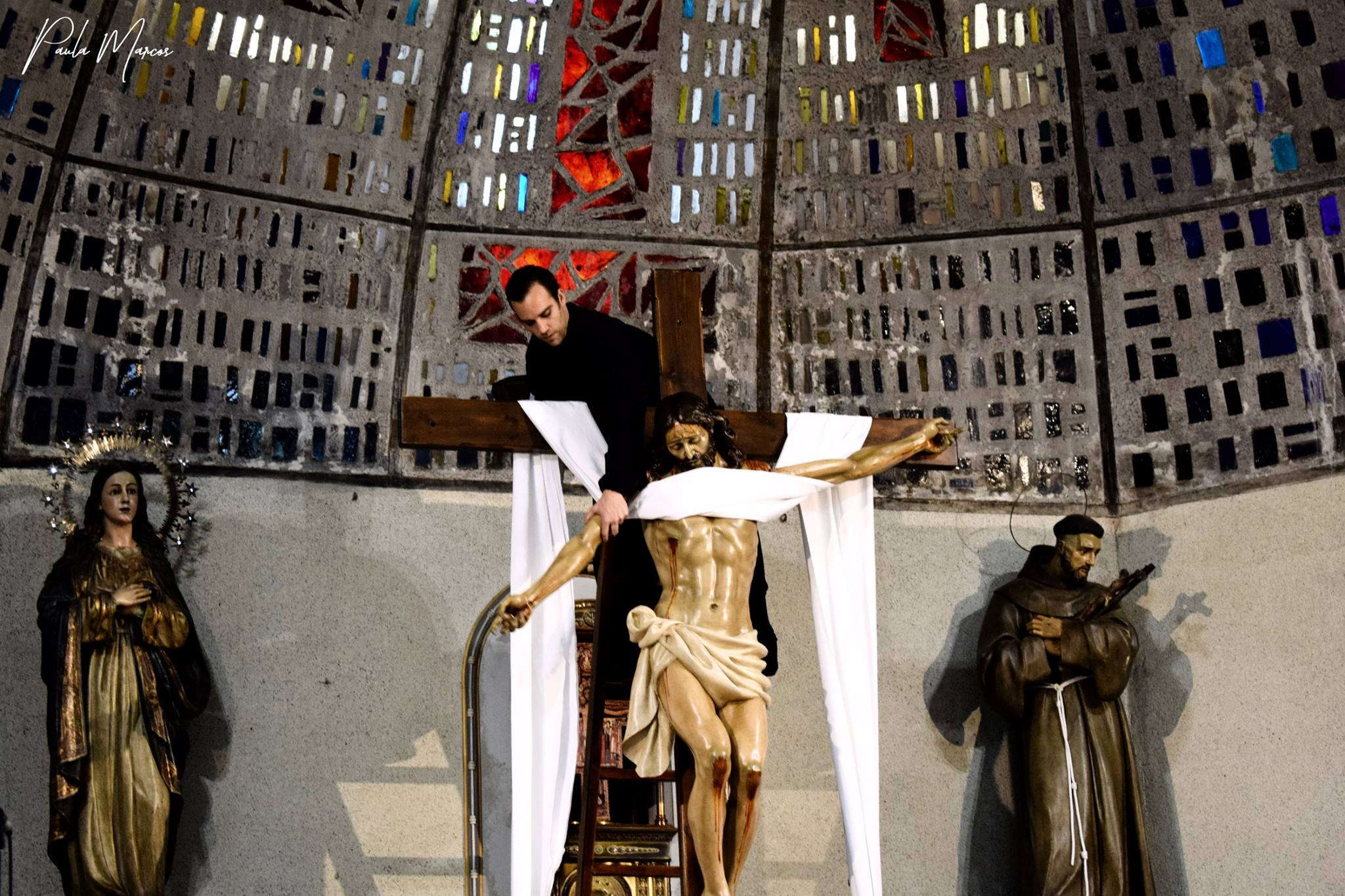
Momento del Acto del Desenclavo

#### Acto del Desenclavo
“...es el Desenclavo, de un dramatismo que hace romper en lágrimas y sollozos a la mayoría de los fieles que llenan o hermoso templo.”

Vicente Risco
Para este acto se usa una imagen articulada de Cristo, construida por el taller compostelano moderno de Rodríguez y Puente. Actualmente se celebra en la iglesia de los PP. Franciscanos.

### Sábado Santo
Procesión de la Virgen de la Piedad
Organizada por la Cofradía del Santo Cristo del Perdón y Nuestra Señora de la Piedad.

### Sedes de las cofradías de la Semana Santa lucense
La Semana Santa de Lugo está repartida en sedes distintas: la iglesia de la milagrosa (la borriquita), la iglesia de Santiago A Nova, el convento PP. Franciscanos, la capilla de la Soledad, la iglesia de San Froilán y la catedral de Lugo.

## Imagineros de la Semana Santa Lucense
D. Ángel Rodríguez Puente.